# ریچارد مید
ریچارد مید (به انگلیسی: Richard Meade) ورزشکار مرد رشتهٔ سوارکاری اهل کشور بریتانیای کبیر است. وی در بین سال‌های ‎۱۹۶۸ تا ۱۹۷۲ میلادی در مسابقات بازی‌های المپیک تابستانی در مجموع ۳ مدال طلا را کسب کرد.